# Batang Ai National Park
Der Batang Ai National Park ist ein Nationalpark auf der Insel Borneo in der Region Sarawak. Er befindet sich rund 250 Kilometer östlich von Kuching. Das geschützte Regenwaldgebiet umfasst den 24.040 ha Batang Ai Nationalpark und grenzt an das 192.800 ha große Lanjak-Entimau Wildlife Sanctuary und an den 771.200 ha großen Benteng-Karimun Nationalpark Kalimantans. Durch das Ulu Sungai Menyang Naturschutzgebiet sollen mindestens weitere 14.000 ha Wald zu diesem Komplex hinzufügt werden. Die gesamten Bereiche wurden als Naturschutzgebiete deklariert und bilden einen weltweit bedeutenden Hotspot der Artenvielfalt und bieten unter anderem für die vom Aussterben bedrohten Orang-Utans wertvollen Lebensraum. Dieses Areal ist ein wichtiger Bestandteil der Heart of Borneo Initiative.
Der Park wurde 1991 gegründet und ist trotz fehlender touristischer Einrichtungen bei Einheimischen und Touristen immer beliebter geworden. Man erreicht den Nationalpark mit dem Boot. Die Fahrt zum Hauptquartier des Batang Ai Nationalparks dauert etwa 40 Minuten. Die üppigen Wälder sind die Heimat von Orang-Utans, Gibbons und Nashornvögeln. Die Einheimischen sind größtenteils Iban. Touren zu den nahe gelegenen Iban-Langhäusern sind eine beliebte touristische Attraktion.

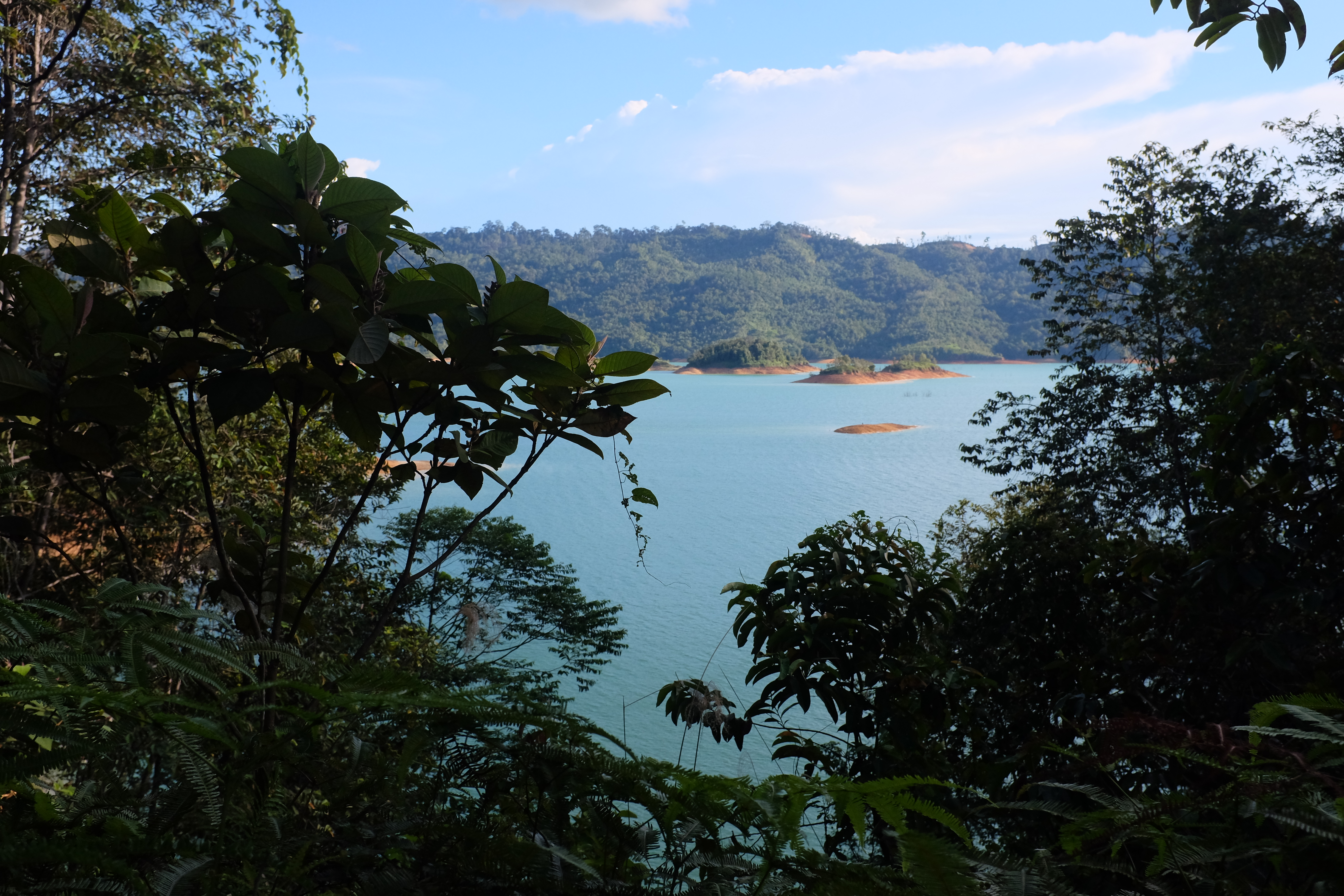
Blick in den Batang Ai NP
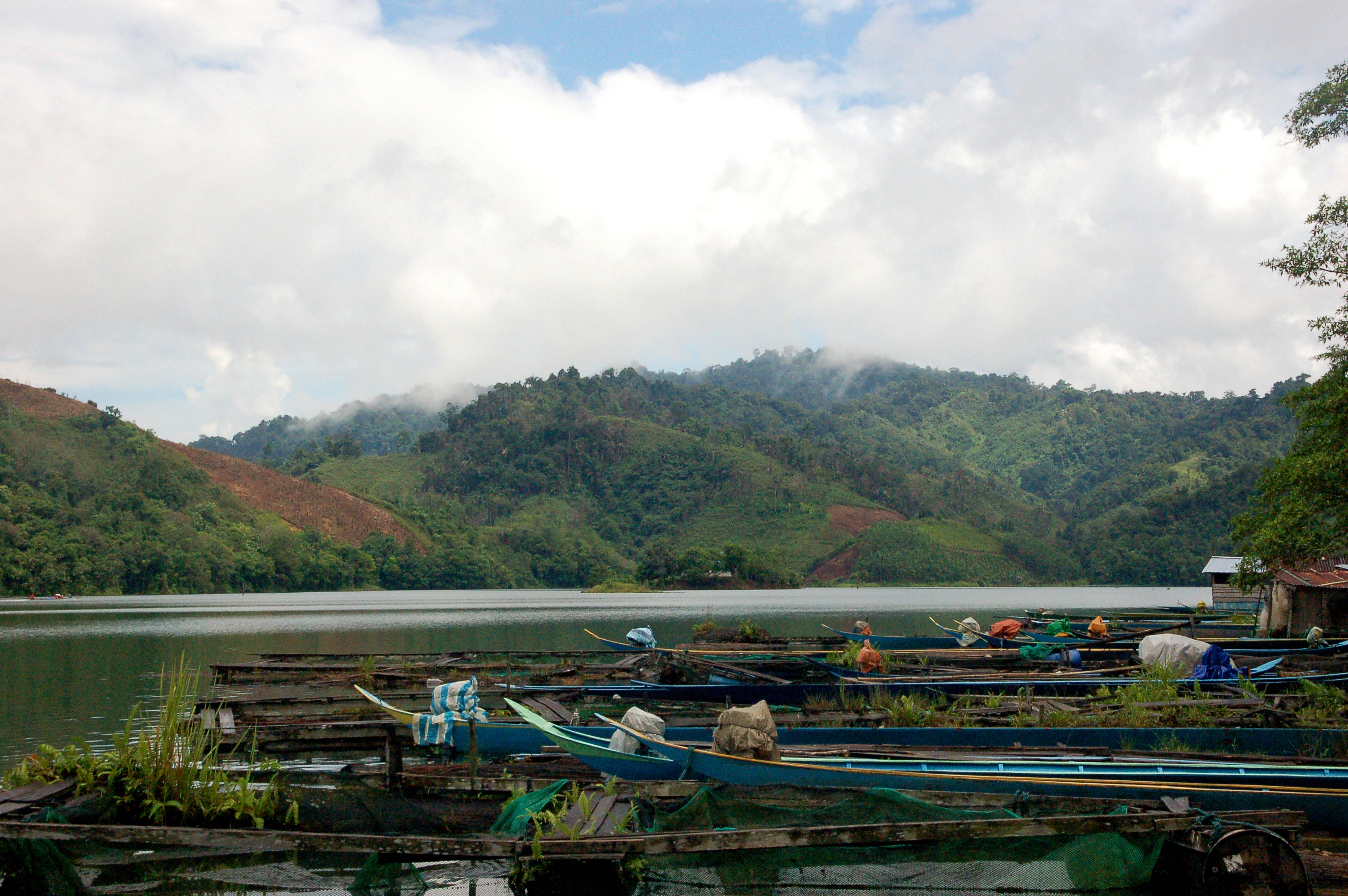
Langboote der Iban
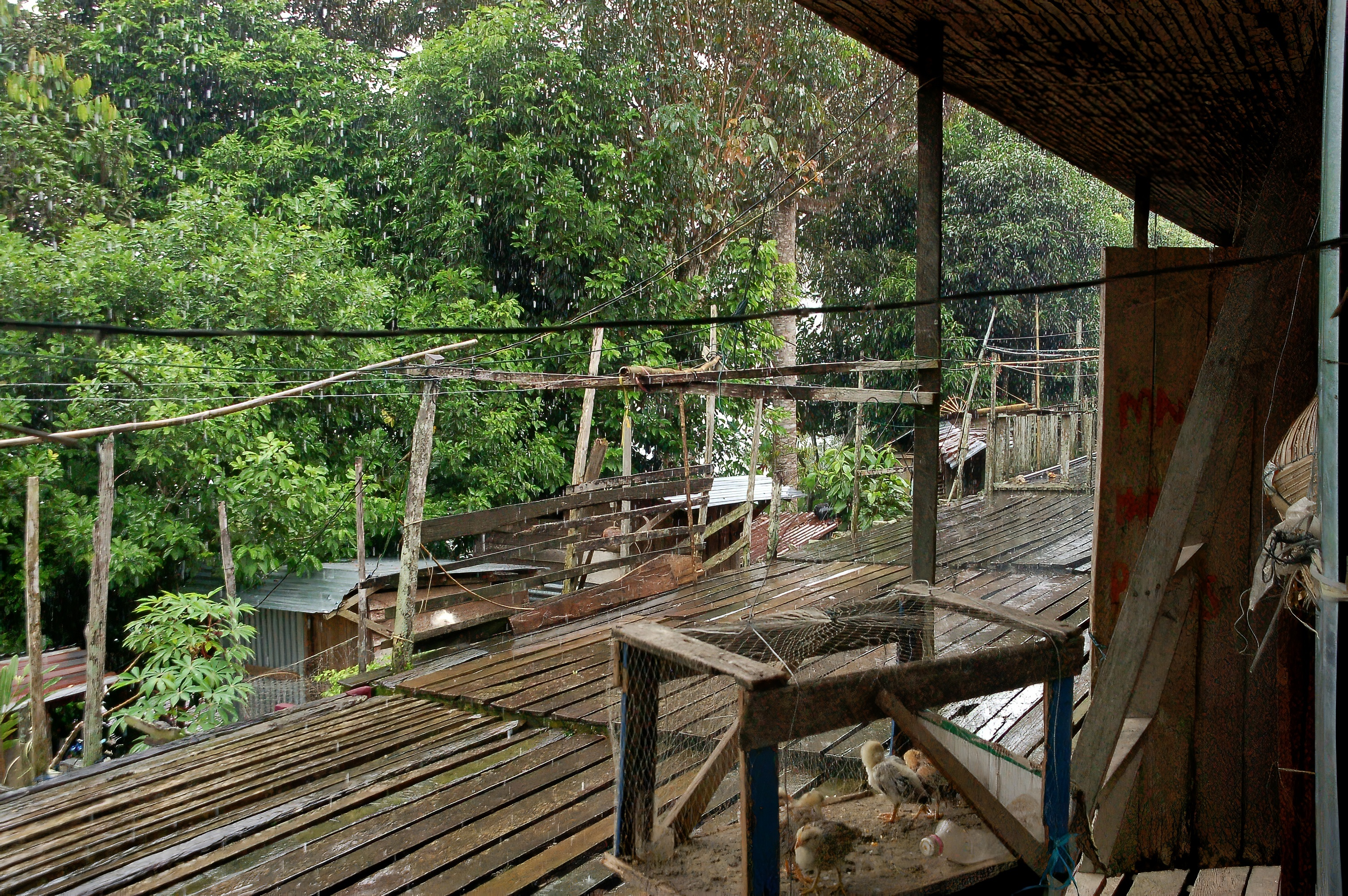
Vor einem Langhaus
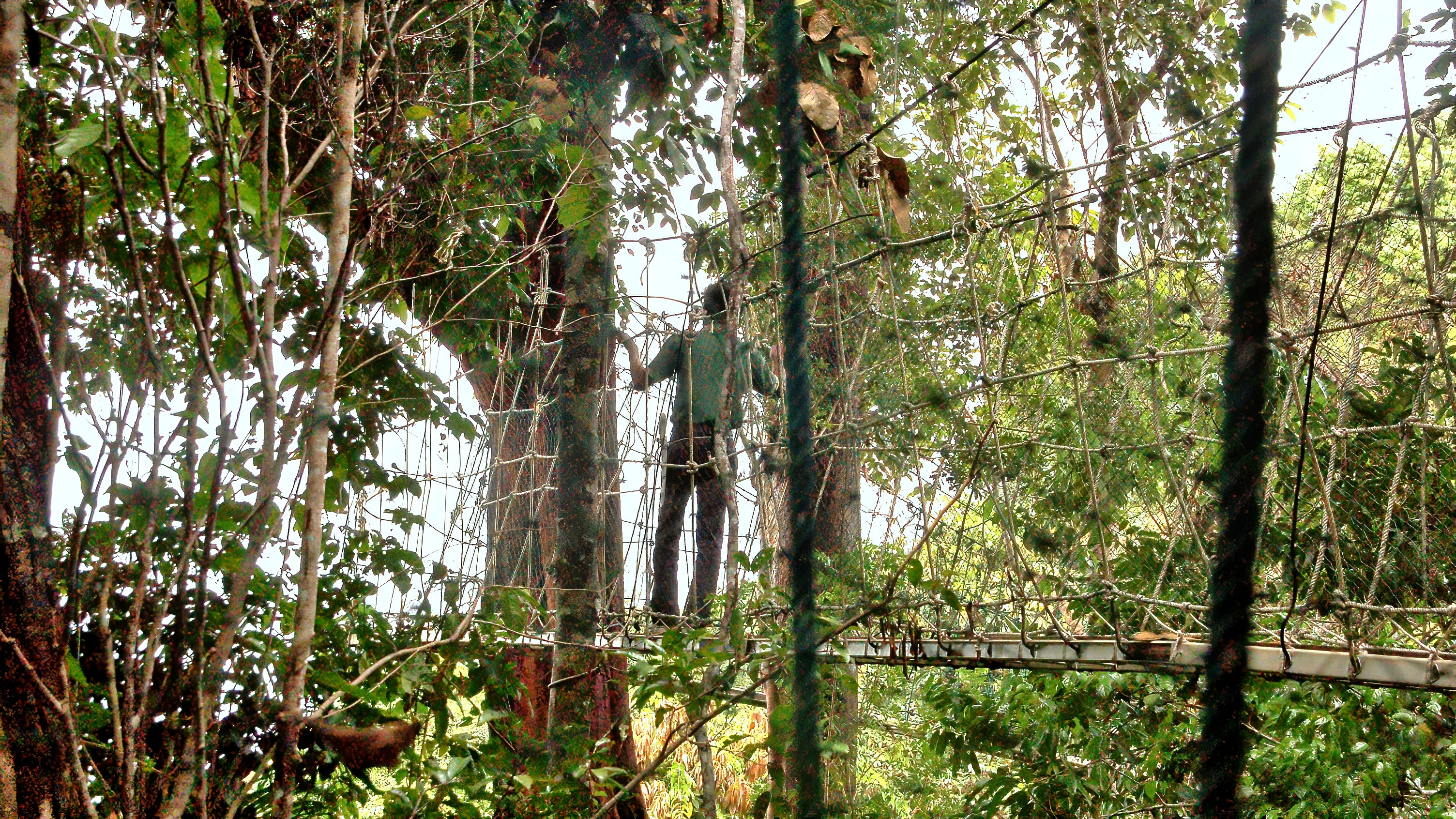
Hängebrücken im Regenwald
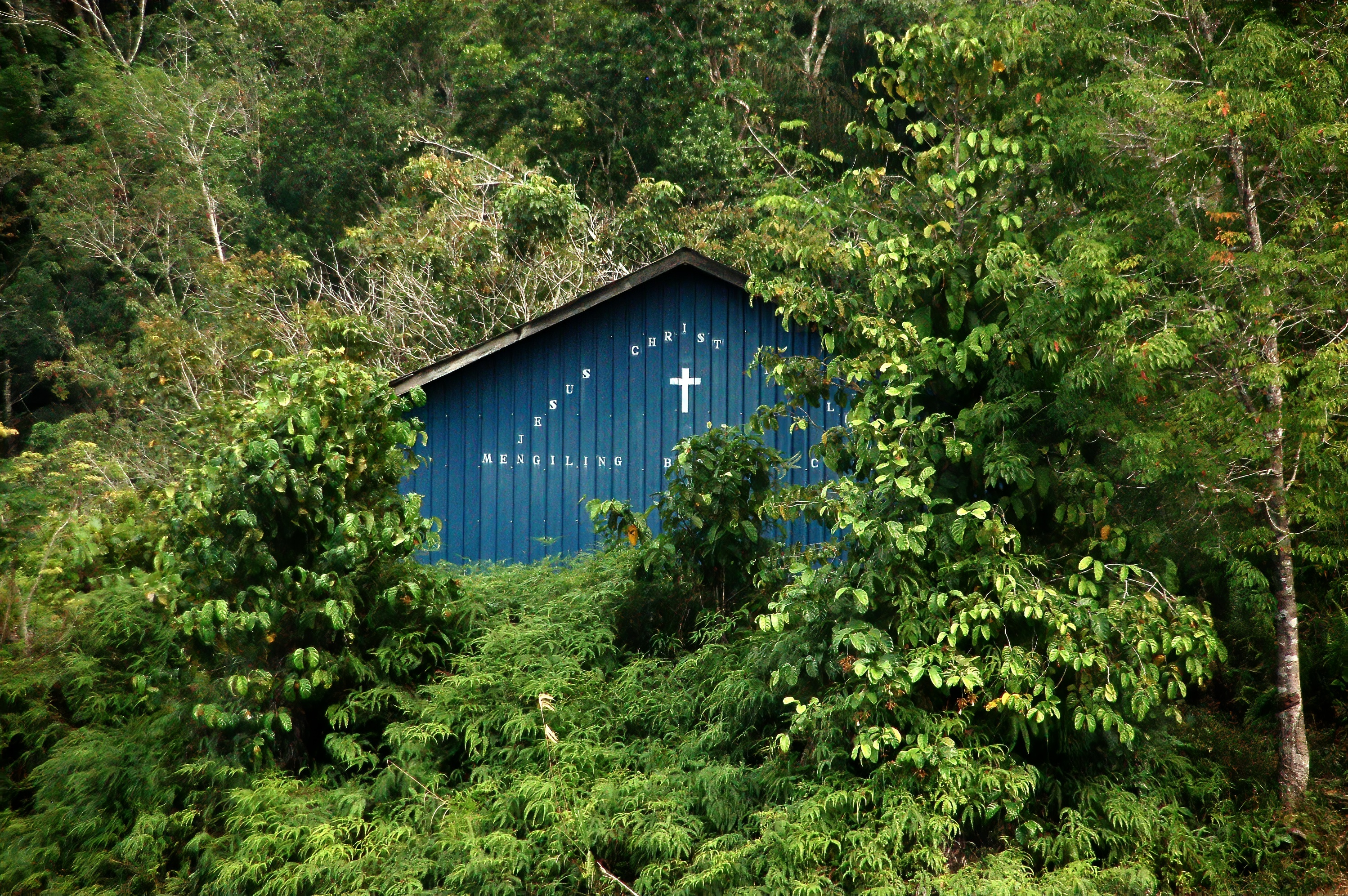
Christliche Kirche der Iban im Regenwald